# Kapitol (Römisches Reich)
Das Kapitol (lateinisch capitolium) ist in der römischen Religion ein Heiligtum der Kapitolinischen Trias, der von den Gottheiten Jupiter Optimus Maximus, Juno Regina und Minerva gebildeten Trias.
Urbild war der Kapitolinische Tempel, das Heiligtum auf dem Kapitol in Rom.
An diesem Urbild orientierten sich alle Städte, die ein Kapitol errichteten, zum Beispiel so, dass das Kapitol sich stets in der Nähe des Forums, des Stadtzentrums, befand, und dort möglichst an erhöhter Stelle.
Nach Varro soll es in Rom einen Vorläufer gegeben haben, nämlich einen der gleichen Trias Jupiter, Juno und Minerva gewidmeten Tempel auf dem Quirinal, der capitolium vetus (‚altes Kapitol‘) genannt wurde.
Ein Kapitol wurde zunächst nur in römischen Kolonien errichtet, dann aber auch in Städten, die eine besondere Verbundenheit mit dem Römischen Reich ausdrücken wollten oder denen eine solche Verbundenheit aufgedrückt werden sollte, wie im Fall der Colonia Aelia Capitolina, des vormaligen Jerusalems, das auf Veranlassung Hadrians hin ein Kapitol erhielt.